# Dioptrochasma homochroa
Dioptrochasma homochroa es un género de polilla de la familia Geometridae. El género fue descrito por primera vez por John Henry Holland en 1893 y se puede encontrar con endemismo en la África subsahariana. El sintipo de la especie fue descrita en los valles del Río Ogüé.

## Descripción
Es una polilla grande con una envergadura de 40 milímetros (1,6 plg). La parte superior de las alas es de color gris-marrón bastante uniforme, ambas alas con una mancha negra en el medio entre M1 y M2. Las alas anteriores tienen manchas de color blanco grisáceo en el borde frontal. La parte inferior de las alas es de color gris oscuro. El cuerpo es marrón oscuro por encima, por debajo y apéndices son gris claro. Tiene gran parecido a heteróceros de Sierra Leona.